# 핑크레이디 (만화)
핑크레이디는 대한민국의 웹툰이다.

## 등장인물
- 한겨울

미대를 졸업했으며 현석과는 소꿉친구이다. 키가 작은 데에 콤플렉스를 느끼고 있으며 분홍색 위주의 옷을 많이 입는다. 최근에는 친구의 명의로 수업을 다시 듣는 중이다. 가끔 폭력도 행사한다.
- 윤현석

한겨울과 소꿉친구이며, 어렸을 적에 집안 사정으로 인하여 외국으로 가게된다. 한겨울과는 미대에서 다시 만나게 되며, 주로 바텐더 일을 하고 있다. 선일과는 라이벌 관계이며, 유진이 좋아했었다. 현재 겨울과 연애 중이다.
- 김선일

한겨울에게 과외를 받은 경험이 있다. 당시 대학에는 떨어졌지만, 포기하지 않고 결국 한겨울과 같은 대학교에 합격하게 된다. 영보와 아는 사이이며, 겨울을 두고 현석과 다투고 있다.
- 심영보

한겨울이 아르바이트를 구하다가 알게 된 여자로, 선일과 친한 사이이며 선일을 짝사랑하고 있다. 겨울과 같은 대학교 학생이며, 강아지를 키우고 있다.
- 한유진

한겨울의 친한 친구. 유진의 취업 후에 겨울이 유진의 명의를 빌려 수업을 듣고 있다. 한 때 현석을 좋아했지만 겨울의 마음을 알고 양보해주었다. 다정다감한 성격의 소유자.
- 최보경

윤현석이 외국에 있을 때 알게 된 누나. 정확히 어떤 관계인지는 설명되지 않았다. 현석이 바텐더로 일하는 바의 단골 손님으로 한겨울에게 일거리를 주기 위해 자신의 명함을 건네준 적이 있다. 한겨울은 일을 할 수 있다는 기쁨에 보경을 굉장히 좋아한다. 키가 크며 굉장한 미인으로 백인과 비슷한 외모를 가졌기 때문에 한겨울이 보경을 처음 봤을 때 외국인으로 착각할 정도였다.

## 시즌
핑크레이디는 시즌당 14~17화의 내용을 담고 있다.

### 시즌 1
시즌 1은 정규편 15화, 특별편 1화, 예고편 1화(총 17화)로 이루어져 있다.
주인공인 한겨울이 남주인공 윤현석을 만나게 되는 내용, 그리고 대강의 배경 설명으로 되어 있다.
2007년 5월 2일부터 2007년 7월 30일까지 연재되었다.

### 시즌 2
시즌 2는 정규편 13화, 프롤로그 1화, 예고편 1화, 추석 특집편 1화, 후기 1화(총 17화)로 이루어져 있다.
한겨울의 대학 졸업 후의 일들을 그리고 있다.
2007년 8월 20일부터 2007년 12월 10일까지 연재되었다.

### 시즌 3
시즌 3은 정규편 12화, 특별편 1화, 후기 1화(총 14화)로 이루어져 있다.
유진을 대신해서 대학교에 다시 들어간 한겨울의 일상을 그리고 있다.
2008년 1월 7일부터 2008년 4월 7일까지 연재되었다.

### 시즌 4
시즌 4는 정규편 12화, 특별편 1화, 후기 1화(총 14화)로 이루어져 있다.
한겨울과 윤현석이 스튜디오에서 직업을 얻는 것, 그리고 두 명의 그림체가 비슷함으로 인한 갈등을 그리고 있다.
2008년 5월 5일부터 2008년 8월 4일까지 연재되었다.

### 시즌 5
시즌 5는 정규편 18화,추석특별편 1화,캐릭터 설정 1화,후기 1화, 에필로그 1화, 선일＆영보＆수범 특별편 2화,마지막화 1화(총 25화)로 이루어져 있다. 결국 갈등은 해결이되고 현석이와 겨울은 같은 그림을 그리게 되고 선일과 영보의 이야기가 불완전하여 결말이 허전함을 주고 있다. 2008년 9월 1일부터 2009년 2월 23일로 연재를 끝이난다.

## 출판정보
본 문서의 이해를 돕기 위한 비자유 그림이 있습니다. 
링크의 파일을 직접 올려 주세요
- 핑크레이디 1,2

중앙books에서 각각 2007년 10월 26일과 2008년 2월 15일에 발매되었다.
- 핑크레이디 3

중앙books에서 2008년 10월 31일에 발매되었다. 1권과 2권에 이어 시즌 3의 내용을 담고 있다.
- 핑크레이디 4

중앙books에서 2009년 4월 20일 발매되었다. 시즌 4의 내용을 담고 있으며 보너스 컷이 삽입되어 있다. YES24, 리브로, 인터파크에서 선착순 마우스패드+사인본 증정이벤트를 진행한다.
- 핑크레이디 O.S.T(디지털 싱글)

2009년 1월 14일 발매.

## 저작권 논란
핑크레이디는 만화작가 연우가 포털사이트 네이버에서 월요일마다 연재했었던 웹툰이라고 오랫동안 알려져있었으나 2012년 9월 14일 그림 창작가들의 커뮤니티 방방곡곡 창작을 배우는 사람들(줄여서 방.사)에 서나라는 닉네임을 사용한 한 유저(이하 서나작가)가 핑크레이디의 작화에 대해서 "자신(서나작가)이 당시 많은 부분 참여하였으나 작품에 오직 연우의 이름만 올라가는 바람에 자신의 이름과 공헌도를 인정받지 못했고 이후 작품에서 자신의 그림체임에도 불구 핑크레이디의 모방이라는 이야기를 듣게 되었다"는 요지의 글을 올리게 되면서 독자들에게 연우/서나의 공동작품으로써 새로이 알려졌다.
서나작가의 글이 올라온 뒤 연우작가와, 그들과 함께 일했던 어시스턴트들도 잇따라 해당 작품에 대한 글을 인터넷상으로 게시하였는데, 그 글들에 따르면 두 작가는 연재 초기 당시 연인관계였던 것으로 알려져 있다. 그와 함께 표면에 드러난 몇가지 사실들(예: 서나작가 핑크레이디의 캐릭터디자인, 연출, 화풍의 개성에 있어 가장 중요한 캐릭터 부분의 작화 및 핑크레이디를 소재로 한 외주 작업 등 많은 부분에 참여하였음)을 감안한 인터넷 독자들의 항의가 강하게 이어진 뒤, 연우/서나 작가는 2012년 9월 16일 동시에 자신들의 개인 네이버 블로그를 사용해 이 작품을 연우 단독작이 아닌 연우/서나 공동작업이라고 인정하는 합의문을 발표한다. 이후 네이버웹툰 및 책 소개의 핑크레이디 작가 프로필이 연우에서 연우/서나로 수정되었다.
작가 연우는 이 문제로 서울예술전문학교 디지털융합미디어학부 겸임교수직을 사퇴했다.